# Hugo Villanueva
Hugo Villanueva Clavería (ur. 9 kwietnia 1939, zm. 23 czerwca 2024) – piłkarz chilijski grający podczas kariery na pozycji obrońcy.

## Kariera klubowa
Podczas kariery piłkarskiej Hugo Villanueva występował w stołecznym Universidad de Chile w latach 1959-1967. Z Universidad de Chile pięciokrotnie zdobył mistrzostwo Chile w 1959, 1962, 1964, 1965, 1967. Ogółem w barwach "La U" rozegrał 133 spotkania.

## Kariera reprezentacyjna
W reprezentacji Chile Villanueva zadebiutował 24 września 1964 w przegranym 0-5 spotkaniu w Copa Carlos Dirttborn z Argentyną. 
W 1966 roku został powołany przez selekcjonera Luisa Álamosa do kadry na mistrzostwa świata w Anglii. Na mundialu Villanueva wystąpił we wszystkich trzech meczach z Włochami, KRLD i ZSRR.
W 1967 uczestniczył w turnieju Copa América, na którym Chile zdobyło brązowy medal. Na tym turnieju Villanueva wystąpił w czterech meczach z Kolumbią, Wenezuelą i Paragwajem, który był jego ostatnim meczem w reprezentacji .
Od 1964 do 1967 roku rozegrał w kadrze narodowej 21 spotkań.